# Tubificina
Sous-ordre
Les Tubificina sont un sous-ordre de vers oligochètes de l'ordre des Haplotaxida.

## Systématique
Le sous-ordre des Tubificina a été créé en 1884 par le zoologiste tchèque František Vejdovský (1849-1939).
Selon l’ITIS ce sous-ordre est invalide et lui préfère Tubificida Ralph O. Brinkhurst (d), 1982.

## Liste des familles
Selon World Register of Marine Species (15 août 2021) :
- famille Naididae Ehrenberg, 1828
- famille Phreodrilidae Beddard, 1891